# Atari: Game Over
Atari: Game Over è un film documentario del 2014, diretto da Zak Penn, sulla crisi dei videogiochi del 1983. Si ispira alla vicenda della sepoltura dei videogiochi Atari.

## Produzione
Il lancio del documentario è avvenuto il 19 dicembre 2013.
Per il documentario, i realizzatori hanno utilizzato la vicenda degli scavi della discarica di Alamogordo, New Mexico, dove sono state sepolte molte cartucce del videogioco E.T. . Lo scavo ha richiesto diversi mesi di preparazione ed è stato finalmente eseguito il 26 aprile 2014. Sebbene lo scavo fosse stato pianificato solo per una profondità di 18 piedi, in realtà è arrivato a 30 piedi. Sono stati portati alla luce circa 1.300 dei circa 700.000 giochi sepolti.
Lo scavo è durato circa tre ore. È stato possibile recuperare solo un piccolo numero di giochi, perché l'amministrazione comunale di Alamogordo ha consentito di scavare per un solo giorno e ha ordinato la chiusura del sito entro il 27 aprile. 
700 dei 1.300 giochi rinvenuti durante gli scavi furono venduti dalla Alamogordo City Commission e 100 furono dati alle società di sviluppo del film, Lightbox e Fuel Entertainment. Il sindaco di Alamogordo, Susie Galea, spera di trasformare lo scavo in un'attrazione turistica. 
I restanti 500 giochi sono stati donati alla Smithsonian Institution di Washington, DC e ai musei locali del New Mexico per essere esposti. 

## Distribuzione
Il film è stato distribuito da Microsoft tramite il suo Xbox Video Store il 20 novembre 2014.  Nell'aprile 2015 è stato reso disponibile su Netflix e trasmesso su Showtime . 

## Accoglienza
Il film ha ricevuto recensioni per lo più positive.
L'AV Club gli ha assegnato un punteggio di C+, dicendo: "Warshaw merita un riconoscimento per aver spinto i limiti della tecnologia dei primi anni '80, ma l'esumazione del suo ultimo lavoro trasforma una montagna di rifiuti da un cumulo di sabbia". 
IGN gli ha assegnato un punteggio di 7,1 su 10, dicendo "Breve, divertente e va dritto al punto, Atari: Game Over racconta la storia di ET, il gioco con cuore e arguzia". 
Eurogamer lo ha definito "uno dei migliori film sui videogiochi dell'anno e dovrebbe essere visto da chiunque sia interessato all'argomento". 
Titoli e Global News hanno detto:"Ci sono sicuramente modi peggiori per passare un'ora, quindi se vuoi conoscere una parte intrigante del passato dei videogiochi, devi necessariamente vedere Atari: Game Over ". 
GeekWire ha criticato il modo in cui il film ha semplificato eccessivamente la caduta di Atari, ma gli ha assegnato una recensione complessivamente positiva, dicendo "È ancora una grande storia e sicuramente vale la pena guardarla". 
PC World gli ha assegnato una recensione positiva, dicendo che "l'industria dei videogiochi merita documentari accattivanti ed inclusivi come questo". 